# Mikrometr pozycyjny

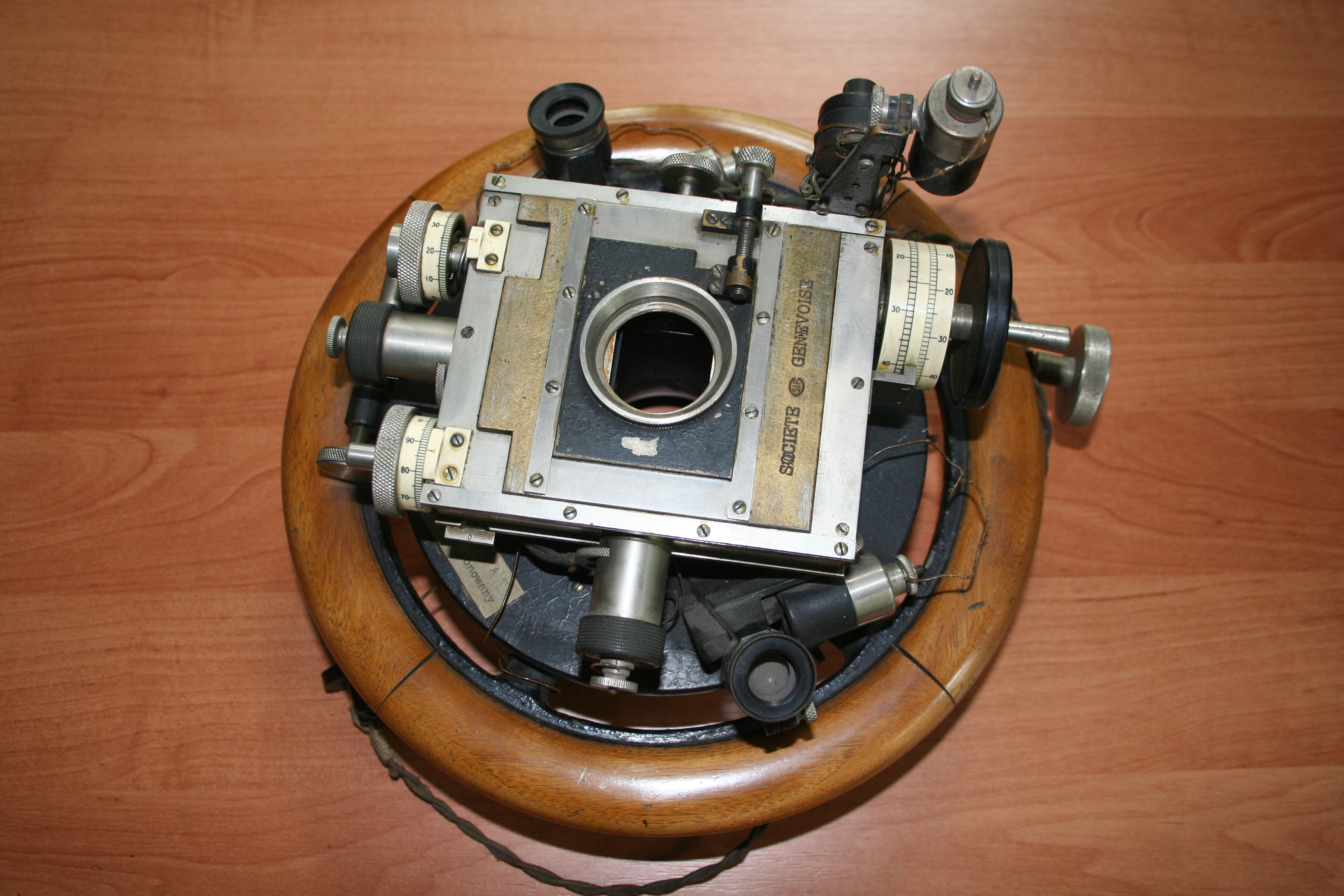
Mikrometr pozycyjny "Societe Genevoise d'Instruments de Physique" ze zbiorów Obserwatorium Astronomicznego UAM w Poznaniu

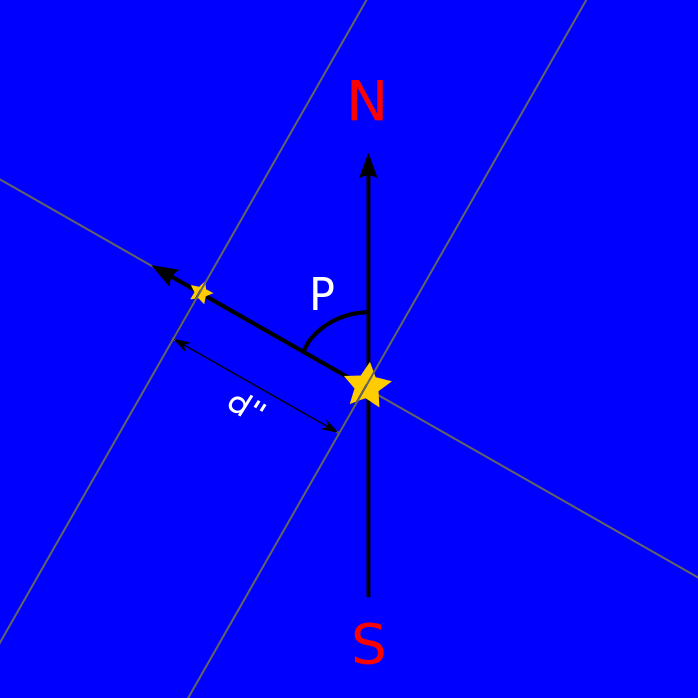
Pomiar mikrometrem pozycyjnym: P - kąt pozycyjny, d - odległość kątowa

Mikrometr pozycyjny – astronomiczny przyrząd pomiarowy służący do pomiaru odległości kątowych i kątów pozycyjnych pomiędzy bliskimi sobie na sferze niebieskiej obiektami. 
Mikrometr wyposażony jest w umieszczone w polu widzenia jego okularu, prostopadle przecinające się nici, których położenia można zmieniać w mierzalny sposób przy pomocy śrub mikrometrycznych, oraz w tzw. koło pozycyjne, umożliwiające obrót całego mechanizmu w kącie pozycyjnym i precyzyjny odczyt tego kąta. 
Jako nici w mikrometrach wykorzystywano najczęściej nici pajęcze, pozyskiwane ze specjalnie w tym celu hodowanych pająków wybranych gatunków, jak np. krzyżak ogrodowy (Araneus diadematus, dawniej Epeira diadema). Przed użyciem nić taka była poddawana specjalnej obróbce, mającej na celu oczyszczenie i odtłuszczenie jej powierzchni.
Pełny pomiar mikrometrem pozycyjnym składał się z odczytu odległości kątowej między gwiazdami na śrubie mikrometrycznej, oraz odczytu kąta pozycyjnego na skali koła pozycyjnego. Obserwacji dokonywano wizualnie. Nici mikrometru były podświetlone przy pomocy żarówek elektrycznych, których jasność można było regulować nastawnym opornikiem (w starszych konstrukcjach używano do tego celu innych źródeł światła, jak np. specjalnych lampek oliwnych lub świeczek). 
Pierwowzór mikrometru pozycyjnego został wynaleziony przez angielskiego astronoma Williama Gascoigne, natomiast pierwszy tego typu przyrząd w obecnej postaci wykonał w 1824 roku Joseph von Fraunhofer dla obserwatorium astronomicznego w Dorpacie (obecnie Tartu), na zamówienie Friedricha Struvego. Mikrometry pozycyjne były powszechnie używane w wieku XIX i w pierwszej połowie wieku XX. Wyszły z użycia wraz z rozpowszechnieniem się technik fotograficznych.
Mikrometry stosowane w instrumentach południkowych (koło południkowe, instrument przejściowy) różnią się od mikrometru pozycyjnego brakiem koła pozycyjnego.